# NGC 3335
NGC 3335 ist eine linsenförmige Galaxie vom Hubble-Typ SB0/a im Sternbild Hydra südlich des Himmelsäquators. Sie ist schätzungsweise 165 Millionen Lichtjahre von der Milchstraße entfernt und hat einen Durchmesser von etwa 55.000 Lj.

Im selben Himmelsareal befinden sich u. a. die Galaxien NGC 3331 und IC 625, IC 2594.
Das Objekt wurde im Jahr 1886 von Frank Muller entdeckt.